# Lauritz Justnielsen
Lauritz Peter Christian Justnielsen (26. oktober 1867 i København – 20. august 1923 i Hellerup) var en dansk journalist og redaktør.
Han var søn af gas- og vandmester Nielsen og hustru f. Just (deraf det sammensatte efternavn), var journalist ved forskellige københavnske blade 1884-85, redaktør af Skive Avis 1886-89, korrespondent i Paris 1890 og derefter medarbejder ved forskellige blade. Justnielsen var redaktør af Kjøbenhavns Grundejerforenings medlemsblad 1897-1907, af Arbejderforeningens Blad fra 1898, af Dansk Grundejerblad fra 1899 og af Dansk Slagteritidende fra 1904.
Han var sekretær i Renholdningsselskabet af 1898 fra 1898 og administrator i Københavns Huslejeforsikringsselskab fra 1907. Justnielsen var desuden medstifter (1889) af og bestyrelsesmedlem i Salling Plantningsforening, i bestyrelsen for Arbejderforeningen af 1860 fra 1897 og formand for dens sygekasse fra 1898, repræsentant i Borgervennen af 1788 fra 1897 og medlem af dens forretningsudvalg fra 1900, sekretær i De danske Grundejeres fællesudvalg fra 1907, medlem af Journalistforeningens kontrolråd fra 1907, i bestyrelsen for Grundejerforeningen for det indre København fra 1908 og for selskabet Arbejderboligerne ved Tagensvej fra 1900.
Han var partiet Højres kandidat ved folketingsvalgene på Ærø 1895 og i Frederiksberg 2. kreds 1898 og 1901, men blev ikke valgt. Han var også forfatter af flere politiske og historiske skrifter. I 1917 udgav han bogen Sol over Livet. Han var medlem af Dansk Forfatterforening.
Lauritz Justnielsen var gift med Anna f. Svendsen (f. 27. september 1880 i København). Han boede Hambros Allé 5, Hellerup, og er begravet på Hellerup Kirkegård.